# Apollo Strangford
L'Apollo Strangford o Kouros di Anafi è un'antica scultura greca marmorea raffigurante un giovane maschio nudo, chiamato kouros (ragazzo idealizzato) e identificato con un'immagine arcaica del dio Apollo. Alto 100 cm, il suo autore rimane anonimo.
Risalente all'incirca al 500-490 a.C. e proveniente dalla zona delle isole Cicladi, molto probabilmente da Anafi, prende il suo nome da Percy Clinton Sydney Smythe, sesto visconte di Strangford (1780-1855) che un tempo lo possedeva quand'era ambasciatore del suo paese per il re del Portogallo in Brasile.
Attualmente si trova conservato al British Museum di Londra. Da un punto di vista artistico la statua mostra la rapida evoluzione verificatasi nello stile della scultura antica, nel passaggio che va dal kouros allo stile severo ed infine alla scultura greca classica.

## Descrizione
Mantenutosi in ottime condizioni, le uniche parti mancanti sono le braccia e la parte inferiore delle gambe, rappresenta un adolescente mentre si appresta a fare un passo avanti con il piede sinistro. L'espressione del volto rimane alquanto grave, con un leggerissimo accenno all'attributo definito con l'epiteto di sorriso arcaico. I capelli corti sono estremamente ordinati e formano una corona di riccioli che ne viene a circondare tutto il capo.
Il disegno della muscolatura del torso è anatomicamente corretta e la sua prestanza fa presumere l'eccellente qualità dell'educazione fisica impartita agli adolescenti maschi dell'aristocrazia del tempo. La posizione delle braccia non era già più perfettamente in verticale parallela al corpo, ma veniva lasciata libera quasi in atteggiamento d'abbandono o forse tenendo in mano qualcosa. Il peso corporeo inoltre non è ugualmente supportato dalle due gambe, ma poggia invece principalmente sul piede destro, rilasciando la sinistra in un movimento che rende tutto il resto del corpo in una posizione perfettamente naturale.